# Лафертовская маковница (мультфильм)
«Лафертовская маковница» — советский мультфильм, выпущенный в 1986 году киностудией Беларусьфильм. Мультфильм снят режиссёром Еленой Петкевич по мотивам одноимённой повести Антония Погорельского (1825). Исполнено в оригинальной технике движения песка.
Титры в начале мультфильма: Высшие курсы сценаристов и режиссёров. Мастерская Ф. Хитрука. Дипломная работа Е. Марченко. Художественный руководитель Ю. Норштейн.

## Сюжет
В мультфильме рассказывается о девочке, которую злая мачеха послала за лепёшками и секретом их изготовления к бабушке, живущей в Лафертовской части Москвы. Старушку прозвали Маковницей, потому как она зарабатывала себе на жизнь продажей маковых лепешек. Девочка по дороге встретила доброго бабушкина кота, который ждал её, чтобы провести через «зло» к «добру». Пройдя этот путь, стала девочка жить у бабушки и кот с ней остался, а к злой мачехе она больше не вернулась.

## Съёмочная группа
| Режиссёр-постановщик      | Елена Петкевич                                 |
| Автор сценария            | Наталия Орлова                                 |
| Оператор-постановщик      | Юрий Мильтнер                                  |
| Художник-постановщик      | О. Каршакевич                                  |
| Художники-мультипликаторы | В. Бакунович, Владимир Петкевич, Михаил Тумеля |
| Композитор                | Олег Оловников                                 |
| Звукооператор             | Сергей Чупров                                  |
| Монтажёр                  | С. Аксёнова                                    |
| Директор                  | Ольга Оноприенко                               |

## Призы и награды
- Второй приз в разделе мультипликационных фильмов на 20-м Всесоюзном кинофестивале, Тбилиси, май, 1987 г.
- Приз международного кинофестиваля в г. Аннеси, Франция, за лучшую первую работу, июнь, 1987 г.
- Приз детского жюри на 15-м международном кинофестивале в Москве, июль, 1987 г.
- Большой приз 33-го международного фестиваля документальных и короткометражных фильмов в Оберхаузене, ФРГ, май, 1987 г.
- Лучший мультфильм года на фестивале «Беларусьфильма», 1987 г.